# Payne Durham
William Payne Durham (Suwanee, Georgia; 15 de junio de 2000) más conocido como Payne Durham, es un jugador profesional estadounidense de fútbol americano, se desempeña en la posición de tight end en Tampa Bay Buccaneers, en la National Football League (NFL).

## Carrera
Hizo su debut profesional con el equipo Tampa Bay Buccaneers, lleva jugando una temporada, comenzó en el 2023.